# Vicente Climent Navarro
Vicente Climent Navarro (Valencia, España, ca.1872 - Barcelona, España, 19 de marzo de 1923) fue un pintor español. 
Estudió en la Escuela de Bellas Artes de Valencia. En 1897 consiguió por oposición la cátedra de dibujo natural y del antiguo de la Escuela de Barcelona. En esa ciudad fue presidente del Círculo Regional Valenciano, y en ella falleció a los 51 años de edad.
En el concurso de carteles convocado por el Comité organizador de la Exposición Regional Valenciana de 1909, realizado en el Círculo de Bellas Artes de Valencia durante 1908, obtuvo el primer premio con el lema  “Emporio”. Representa el Comercio ofreciendo una corona de laurel a la Agricultura, a la Ciencia y a las Bellas Artes. En los ángulos superiores, sobre azulejos, se ven los escudos de las tres provincias valencianas; en los inferiores los del Ateneo Mercantil de Valencia y la Diputación provincial; y sobre aquel la Señera valenciana. Al fondo el mar encalmado, y cierra el cartel el anuncio de la Exposición sobre azulejos.